# طایفه موری
طایفهٔ مُوری یکی از طایفه‌های بزرگ و شناخته‌شدهٔ قوم بختیاری از شاخهٔ هفت‌لنگ و از زیرمجموعه‌های باب دورکی است. این طایفه به نام نیای بزرگ خود، مُوری، نام‌گذاری شده‌است.

## پراکنش
سکونتگاه اصلی طایفهٔ موری، از همیشه، منطقهٔ بازفت بالا از توابع کوهرنگ در استان چهارمحال و بختیاری است. با گذر زمان، گروه‌هایی از این طایفه به مسجدسلیمان، اندیکا، ایذه، شوشتر، و دیگر مناطق استان خوزستان و حتی به اصفهان کوچ کرده‌اند.

## ساختار اجتماعی
طایفهٔ موری همانند سایر طوایف بختیاری دارای ساختار سازمان‌یافته‌ای از جمله: خانواده، اولاد، تیره، و طایفه است. برخی از تیره‌های شناخته‌شده در این طایفه عبارت‌اند از:
- تیره علیجان‌وند
- تیره غریب‌وند
- تیره اوَروند
- عبدِه‌وند

## سبک زندگی
امروزه همچنان برخی از خانواده‌های موری سبک زندگی کوچ‌نشینی دارند. آن‌ها در فصل تابستان در مناطق سردسیر کوهستانی مانند بازفت و در زمستان‌ها در مناطق گرمسیر مانند اندیکا، مسجدسلیمان و شوشتر زندگی می‌کنند. کوچ فصلی آن‌ها می‌تواند تا ۳۰۰ کیلومتر را در برگیرد.

## فرهنگ و میراث
طایفه موری، همچون سایر طایفه‌های بختیاری، به فرهنگ، موسیقی، رقص‌های آیینی مانند چووب‌بازی و پوشش سنتی بختیاری وفادار است. در گذشته، استفاده از سنگ‌شیرها بر مزار بزرگان طایفه، نمادی از جایگاه و منزلت اجتماعی آن‌ها بوده‌است.

## در تاریخ
بختیاری‌ها، به‌ویژه شاخه هفت‌لنگ، که طایفه موری بخشی از آن است، در انقلاب مشروطه نقش فعالی داشتند. برخی از بزرگ‌های بختیاری از طایفه‌های مختلف، از جمله طایفه موری، در این جنبش شرکت داشتند.